# Diretmoides veriginae
Diretmoides veriginae är en fiskart som beskrevs av Kotlyar, 1987. Diretmoides veriginae ingår i släktet Diretmoides och familjen Diretmidae. Inga underarter finns listade i Catalogue of Life.